# وادي إن
وَادِي إِن (بالألمانِيّة: Inntal) هُو حَوض ومُنخفض طبِيعِيّ، يَقع شرق جِبال الأَلب، على اِمْتِداد ثَلاث دُوِّل وهِي الإتّحاد السِويسْرِيّ، وجُمهُوريَّة النِّمْسَا، وجُمهُوريَّة أَلمَانيَا الاِتّحاديّة. يجرِي نَهر إِن فِي وسط وادِي إِن؛ الَّذِي يُقَدَّر بِطُول يبلغ 𝟓𝟏𝟕 كيلُو مِتر.

## مَراجع
1. ↑  "معلومات عن وادي إن على موقع d-nb.info". d-nb.info. مؤرشف من الأصل في 2020-04-06.